# Ruben Fleischer
Ruben Samuel Fleischer (nascut el 31 d'octubre de 1974) és un director de cinema, productor de cinema, productor de televisió i vídeo musical estatunidenc director i director comercial que viu a Montclair (Nova Jersey). És conegut sobretot com a director de Benvinguts a Zombieland (2009), el seu primer llargmetratge, i la seva seqüela Zombieland: Double Tap (2019). També ha dirigit les pel·lícules 30 Minutes or Less, Gangster Squad, brigada d'elit, Uncharted , i Venom del 2018 amb el personatge de Marvel Comics del mateix nom. Abans va dirigir anuncis de televisió per a marques com Cisco, Eurostar, ESPN i Burger King, i vídeos musicals per a artistes com M.I.A., Electric Six, DJ Format i Gold Chains.

## Primers anys
Fleischer va néixer i es va criar a Washington, D.C., fill de Karen Lee (de soltera Samuel) i David Elliot Fleischer, que és metge de la Mayo Clinic a Arizona i professor de medicina. El seu germà, Lucas, treballa en mitjans informatius. El seu pare va néixer en una família jueva, mentre que la seva mare es va convertir al judaisme. Fleischer es va criar al judaisme reformista.
Després de graduar-se amb una especialitat en història a la Universitat Wesleyana (Connecticut), Fleischer es va traslladar a San Francisco, on va treballar com a programador HTML autònom, sense saber què volia fer amb la seva vida.

## Carrera
Seguint el consell de l'amic Mike White (també un graduat de Wesleyan), Fleischer va treballar com a PA a l'oficina d'escriptors de Dawson's Creek. Finalment es va dedicar a la direcció i es va fer camí a través de la indústria, abordant vídeos musicals i anuncis de televisió abans de llançar el seu primer llargmetratge, Benvinguts a Zombieland, el 2009. El seu segon llargmetratge,  30 Minutes or Less, es va estrenar als cinemes el 12 d'agost de 2011.
Fleischer va dirigir Gangster Squad, brigada d'elit, una pel·lícula de thriller d'acció del 2013, basada en el grup tàctic especial creat pel LAPD per combatre la família criminal de Los Angeles. Després va dirigir Venom, una pel·lícula sobre el personatge de Marvel Comics Eddie Brock, protagonitzada per Tom Hardy; es va estrenar el 5 d'octubre de 2018.
El 2019, va dirigir Zombieland: Double Tap, reunint els quatre protagonistes originals. Al febrer de 2020, va ser contractat per dirigir Uncharted, basat en la sèrie de videojocs del mateix nom.El setembre de 2022, va ser contractat per dirigir Now You See Me 3.

## Filmografia
Curtmetratges
| Any  | Títol                       | Director | Productor |
| ---- | --------------------------- | -------- | --------- |
| 2001 | The Girls Guitar Club       | Sí       | Sí        |
| 2005 | Gumball 3000: 6 Days in May | Sí       | Sí        |

### Llargmetratges
| Any  | Títol                          | Director | Productor executiu |
| ---- | ------------------------------ | -------- | ------------------ |
| 2009 | Benvinguts a Zombieland        | Sí       | No                 |
| 2011 | 30 Minutes or Less             | Sí       | No                 |
| 2013 | Gangster Squad, brigada d'elit | Sí       | Sí                 |
| 2018 | Venom                          | Sí       | No                 |
| 2018 | The Mule                       | No       | Sí                 |
| 2019 | Zombieland: Double Tap         | Sí       | Sí                 |
| 2021 | Venom: Let There Be Carnage    | No       | Sí                 |
| 2022 | Uncharted                      | Sí       | Sí                 |

Productor
- Two Night Stand (2014)
- Unicorn Store (2017)
- Bad Trip (2021)

### Televisió
| Any       | Títol                                    | Director | Productor executiu | Notes                    |
| --------- | ---------------------------------------- | -------- | ------------------ | ------------------------ |
| 2003–2006 | Jimmy Kimmel Live!                       | Sí       | No                 | 3 episodis               |
| 2006–2007 | Rob & Big                                | No       | Sí                 |                          |
| 2008      | Between Two Ferns with Zach Galifianakis | Sí       | No                 | 2 episodis               |
| 2009–2015 | Fantasy Factory                          | No       | Sí                 |                          |
| 2010      | Funny or Die Presents                    | Sí       | No                 | 4 episodis               |
| 2015      | Marry Me                                 | Sí       | No                 | episodi "F Me"           |
| 2015–2021 | Superstore                               | Sí       | Sí                 | Dirigeix 7 episodis      |
| 2016      | American Housewife                       | Sí       | Sí                 | Director episodi "Pilot" |
| 2017      | Santa Clarita Diet                       | Sí       | Sí                 | Director 2 episodis      |
| 2017–2021 | The Bold Type                            | No       | Sí                 |                          |
| 2019–2020 | Stumptown                                | Sí       | Sí                 | Dirigeix 1 episodi       |
| 2023      | White House Plumbers                     | No       | Sí                 |                          |
| 2023      | Jury Duty                                | No       | Sí                 |                          |

### Vídeos musicals
| Títol                         | Artista                         |
| ----------------------------- | ------------------------------- |
| "Galang"                      | M.I.A.                          |
| "Fix Up, Look Sharp"          | Dizzee Rascal                   |
| "Stand Up Tall"               | Dizzee Rascal                   |
| "Pro Nails"                   | Kid Sister                      |
| "I Came From SF"              | Gold Chains                     |
| "Cali Nights"                 | Gold Chains                     |
| "The Game"                    | Gold Chains                     |
| "Nada"                        | Gold Chains                     |
| "Dance Commander"             | Electric Six                    |
| "Vicious Battle Raps"         | DJ Format                       |
| "We Know Something You Don't" | DJ Format                       |
| "The Hit Song"                | DJ Format                       |
| "Mocito"                      | Pigeon Funk                     |
| "Pies"                        | Wiley                           |
| "Dirty Girl"                  | Bobby Light                     |
| "Wash in the Rain"            | The Bees                        |
| "Here She Comes Again"        | The Stands                      |
| "I Believe in You"            | Amp Fiddler                     |
| "Stadtkind"                   | Ellen Allien                    |
| "Time Bomb"                   | The Dismemberment Plan          |
| "Just a Simple Plan"          | Piebald                         |
| "French Jacuzzi Dub"          | Explosion Robinson              |
| "Come On to Me"               | Major Lazer featuring Sean Paul |

### Comercials
| Títol                   | Marca                 |
| ----------------------- | --------------------- |
| "Ladies Man"            | Boost Mobile          |
| "Geek"                  | Boost Mobile          |
| "Shopaholic"            | Boost Mobile          |
| "Good Inside"           | McDonald's            |
| "After Party"           | McDonald's            |
| "Revision 43A"          | Cisco                 |
| "Jack 245"              | Cisco                 |
| "Call Jimmy"            | Cisco                 |
| "Manager"               | Cisco                 |
| "Up Late with The King" | Burger King           |
| "Handoff"               | Burger King           |
| "Bounce"                | Burger King           |
| "Circles"               | Eurostar              |
| "Quiet"                 | ESPN                  |
| "Mascots"               | ESPN                  |
| "The Drop"              | Courir                |
| "Nose"                  | Cinnamon Toast Crunch |
| "Infomercial"           | Borat soundtrack      |
| "Believe It or Not"     | G4                    |
| "Asai Kenichi"          | Levi's                |
| "Hiroshi Fujiwara"      | Levi's                |
| "Chara"                 | Levi's                |
| "Cops"                  | Ribena                |
| "Down Home"             | KFC                   |
| "Har Mar Superstar"     | Vladivar              |
| "A Way In"              | Vogue                 |

## Col·laboracions
Com molts directors, Fleischer ha treballat amb certs actors en dues o més de les seves pel·lícules:
| Actor           | Benvinguts a Zombieland (2009) | 30 Minutes or Less (2011) | Gangster Squad, brigada d'elit (2013) | Venom (2018) | Zombieland: Double Tap (2019) | Uncharted (2022) | Total |
| --------------- | ------------------------------ | ------------------------- | ------------------------------------- | ------------ | ----------------------------- | ---------------- | ----- |
| Abigail Breslin | 1                              |                           |                                       |              | 1                             |                  | 2     |
| Jesse Eisenberg | 1                              | 1                         |                                       |              | 1                             |                  | 3     |
| Woody Harrelson | 1                              |                           |                                       | 1            | 1                             |                  | 3     |
| Bill Murray     | 1                              |                           |                                       |              | 1                             |                  | 2     |
| Michael Peña    |                                | 1                         | 1                                     |              |                               |                  | 2     |
| Emma Stone      | 1                              |                           | 1                                     |              | 1                             |                  | 3     |